# Белогуш батис
Белогуш батис (Batis molitor), наричан също чернобуз батис и белогуша менгушеста мухоловка, е вид птица от семейство Platysteiridae.

## Разпространение
Видът е разпространен в Ангола, Ботсвана, Бурунди, Демократична република Конго, Република Конго, Габон, Кения, Малави, Мозамбик, Намибия, Руанда, Южна Африка, Южен Судан, Судан, Свазиленд, Танзания, Уганда, Замбия и Зимбабве.